# Harpactes fasciatus
El trogón malabar o surucuá de Malabar (Harpactes fasciatus) es una especie de ave trogoniforme de la familia Trogonidae. Está en su mayoría restringido a Sri Lanka y al oeste de la India aunque se le ha divisado en la zona central del último país. Se sospecha que debe ser un ave de migración altitudinal de las montañas Nilgiri en las que sólo se encuentra en verano.

## Taxonomía
Se reconocen tres subespecies:
- H. f. fasciatus (Pennant, 1769) — nativo de Sri Lanka.
- H. f. legerli (Koelz, 1939) — habita en el centro y este de India
- H. f. malabaricus (Gould, 1834) — habita en los bosque del oeste y sur de India.

## Descripción

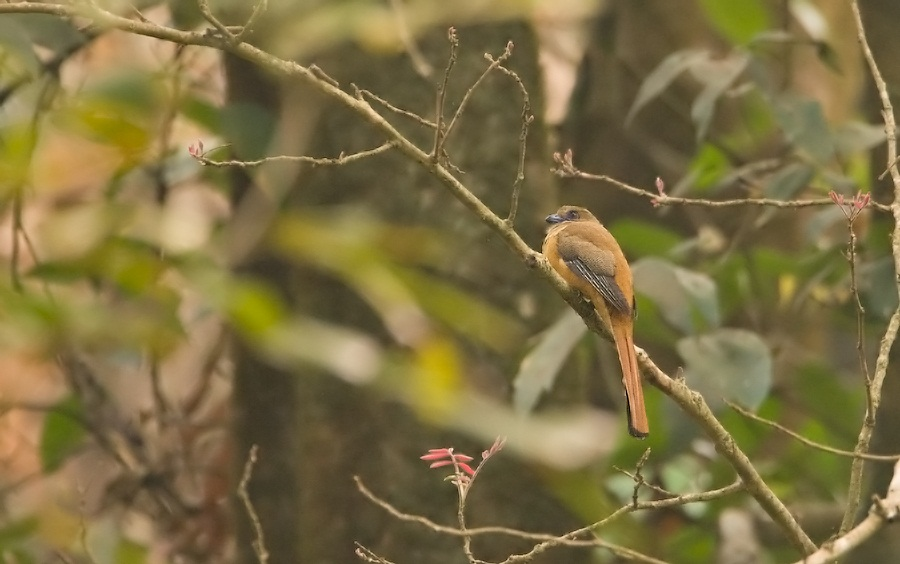
Hembra.

Muestran dimorfismo sexual con el macho vivamente coloreado, aunque ambos tienen el plumaje suave. Esta especie mide cerca de 31 cm de largo. La cabeza y pecho del macho son negras en la raza india H. f. malabaricus, y gris oscuro en la de Sri Lanka H. f. fasciatus. Una línea blanca separa esas zonas oscuras de la parte roja de la zona abdominal. Su espalda es parda y sus las alas grises oscuras. La hembra en cambio tiene el plumaje del cuerpo de tonos ocres con las alas pardas y la cola castaña, y su cabeza es ocre o parda según las subespecies.

## Comportamiento
Reside en los densos bosques tropicales, donde anida en la madera ahuecada de algunos árboles, poniendo de dos a cuatro huevos.
Las sucurúas de Malabar se alimentan de insectos y frutas, para lo que están adaptados sus anchos picos. A pesar de que su vuelo es rápido, no suelen viajar largas distancias. Su llamado suena como una sucesión rápida de cue-cue-cue hecha con intervalos regulares.